# Naglis-Hügel
Der Naglis-Hügel (lit. Naglio kalnas) ist vermutlich ein Burghügel im Norden der westlitauischen Kurortstadt Palanga.
Der nach Naglis benannte Hügel wurde erstmals 1425 erwähnt, als die Kreuzritter des Deutschen Ordens ihn beherrschen und eine Burg auf ihm bauen wollten. Im 15.–16. Jahrhundert war hier ein heiliger Ort. Daneben gab eine Siedlung von Kuren. 1926 wurde der Hügel vom Förster Marijonas Daujotas bewaldet. 
Wie auch der Birutėn-Hügel ist er ein Teil des Burghügels Palanga.